# Edward Białoskórski
Edward Białoskórski herbu Abdank (ur. 1799 w Rychcicach powiat Drohobycz, zm. 1881 w Jurkowice) – rosyjski wojskowy i urzędnik, syn Kiliana Jana Białoskórskiego i Emilii z Bielskich. Zadeklarowany lojalista wobec Rosji carskiej.

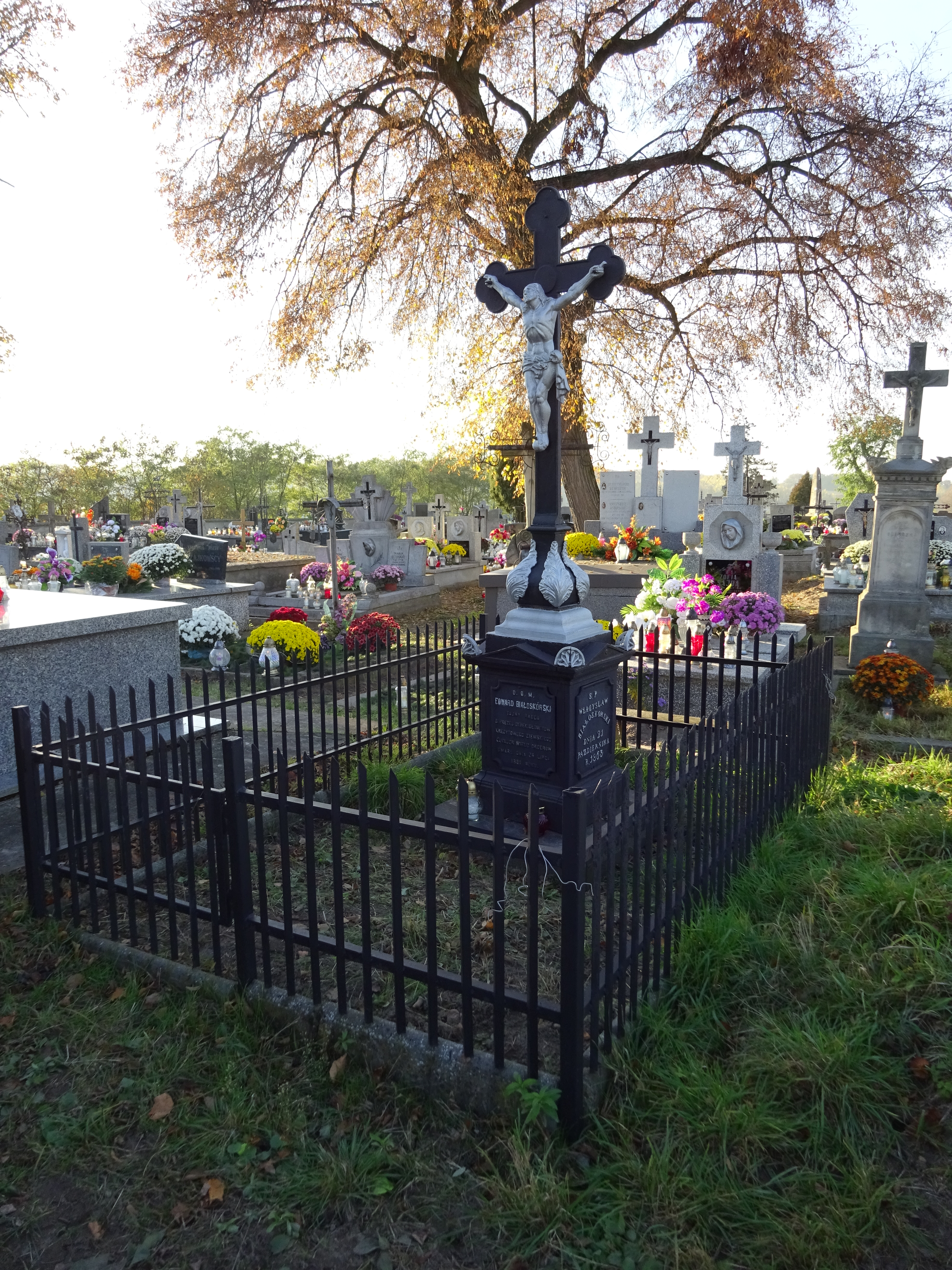
Grób Edwarda Białoskórskiego na cmentarzu parafialnym w Klimontowie

## Służba w armii rosyjskiej
Po ukończeniu gimnazjum we Lwowie w 1818 roku wstąpił do armii rosyjskiej jako junkier do charkowskiego pułku dragonów. W 1819 przeniesiony w stopniu praporszczika do sztabu generalnego. W czasie wojny rosyjsko - tureckiej 1828–1829 przydzielony do 4 dywizji ułanów, a następnie do 4 rezerwowego korpusu kawalerii. Odznaczył się w walkach pod Kulewiczami i Jenibazarem. W czasie oblężenia Silistrii został kontuzjowany. Od 1830 przydzielony do oddziału geodezyjnego na terenie Mołdawii i Wołoszczyzny. Organizator wielkich manewrów wojskowych pod Kaliszem w 1835 roku za które otrzymał podziękowanie cesarskie. Od 1836 roku pomocnik naczelnika wojennego guberni kaliskiej. W latach 1841–1844 naczelnik wojenny guberni kieleckiej.

## Urzędnik carski
W 1845 roku otrzymał tytuł rzeczywistego radcy stanu i gubernatora cywilnego guberni radomskiej. Za gorliwość w zaopatrywaniu armii carskiej walczącej z powstańcami węgierskimi w latach 1848–1849 otrzymał po raz kolejny podziękowanie cesarskie i donację majątek Jurkowice, przynoszącą 1200 rubli dochodu rocznie. Od 1855 roku prezes dyrekcji Towarzystwa Kredytowego Ziemskiego w Warszawie. Członek Towarzystwa Rolniczego w Królestwie Polskim w 1858 roku. Od 1861 tajny radca i członek Rady Stanu. W 1862 zdymisjonowany z wszystkich stanowisk przez Aleksandra Wielopolskiego. W 1863 otrzymał pełną emeryturę.

## Życie osobiste
Żonaty z Alojzą z Biernackich. Nie miał dzieci.
21 października 1863 Kozacy po bitwie pod Jurkowicami pobili śmiertelnie jego brata – Władysława, zarządcę majątku Jurkowice.
Zmarł w ukochanej willi "Samotnia" w majątku Jurkowice.

## Awanse
- junkier - 1818 r.
- praporszczik - 1819 r.
- porucznik – 1823 r.
- kapitan – 1828 r.
- sztabskapitan - 1832 r.
- pułkownik – 1834 r.